# Allocosa utahana
Allocosa utahana là một loài nhện trong họ wolfspinnen (Lycosidae).
Loài này thuộc chi Allocosa. Allocosa utahana được Charles Denton Dondale & Redner miêu tả năm 1983.